# Malcolm McDowell
Malcolm McDowell, geboren als Malcolm John Taylor (Leeds, 13 juni 1943), is een Engels acteur. Hij speelt onder meer een hoofdrol in A Clockwork Orange uit 1971. Het imago van de schurkachtige Alex DeLarge uit A Clockwork Orange zorgde ervoor dat McDowell regelmatig werd gecast als de schurk. Hij speelde een groot aantal hoofd- en bijrollen in films en televisieproducties.

## Biografie

### Jonge jaren
McDowell werd geboren in Horsforth, Yorkshire als de zoon van Edna McDowell en  Charles Taylor. Hij was de oudste van de drie kinderen in het gezin.  Na hem werden zijn zusjes Gloria en Judy geboren. Vader Taylor maakte deel  uit van de RAF en verhuisde met zijn gezin naar Bridlington. Malcolm McDowell ging vanaf zijn elfde naar een privéschool in Engeland. Hij had later baantjes als kelner in de pub van zijn moeder en was een tijdje actief als vertegenwoordiger in koffie. Toen besloot hij dat hij acteur wilde worden en hij begon acteerlessen te volgen. Hij studeerde aan de London Academy of Music and Dramatic Art.

### Eerste filmrollen
Ervaring als acteur deed McDowell als figurant bij de Royal Shakespeare Company.  Zijn eerste rol had hij met Poor Cow in 1967, maar zijn scène werd uiteindelijk uit de film geknipt. Hierna selecteerde regisseur Lindsay Anderson hem voor de hoofdrol in de film if.... in 1968. In deze film speelt McDowell de rol van de rebel Mick Travis die uiteindelijk samen met twee medestudenten de ouders en de leraren van zijn kostschool onder vuur neemt met automatische wapens. Terwijl McDowell rollen speelde in twee andere films ging if.... in première.
Regisseur Stanley Kubrick die op zoek was naar de hoofdrolspeler voor zijn film A Clockwork Orange was zeer geïnteresseerd in McDowell. De rol van Alex DeLarge is die van een psychopaat, een jeugdcrimineel die uiteindelijk gaat moorden. De nerveuze McDowell die niet goed wist hoe hij Alex moest spelen, vroeg Lindsay Anderson om raad hoe hij zijn rol moest invullen bij de auditie. Anderson gaf McDowell het advies om dicht bij de rol van Mick Travis met zijn gemene lachje te blijven. Kubrick was diep onder de indruk en gaf McDowell de rol van Alex. De vertolking van de rol van Alex leverde McDowell een Golden Globe-nominatie op.
Na het succes van A Clockwork Orange kreeg McDowell diverse aanbiedingen. Hij koos weer voor regisseur Lindsay Anderson en maakte met hem O Lucky Man! (1973), een film die was gebaseerd op suggesties van McDowell. In 1982 zou hij voor de derde keer samenwerken met Anderson in Britannia Hospital (1982). In de jaren zeventig speelde hij ook veel in Britse televisieproducties, meestal bewerkingen van theaterstukken zoals The Collection uit 1976 met Laurence Olivier. Hij was ook te zien in Britse films als Royal Flash, Aces High (1975), Voyage of the Damned (1976) en She Fell Among Thieves (1977).

### Hollywood
In 1979 speelde hij in Time After Time de rol van de Britse schrijver H.G. Wells, zijn eerste Amerikaanse film. Tijdens deze productie leerde hij zijn tweede vrouw kennen, actrice Mary Steenburgen. Hij scheidde in 1980 van zijn eerste vrouw, Margot Bennett, en trouwde met Steenburgen. In 1979 speelde hij ook de rol van de Romeinse keizer Caligula in de gelijknamige film.
In de jaren tachtig begon McDowell zijn jongensachtige uiterlijke te verliezen en werd hij steeds vaker gecast als de schurk in diverse films, waarvan een groot aantal niet eens in de bioscoop kwam, maar hooguit meteen op televisie of op video. Mede door dit wisselende succes kampte de acteur in jaren 80  met alcohol- en drugsgebruik. Zijn optredens in B-films en zijn drankgebruik deden McDowell's reputatie als artiest niet veel goeds. Toch lukte het hem nog wel zijn stempel te zetten op een aantal goede films zoals Blue Thunder (1983) waarin hij de weerzinwekkende helikopterpiloot  F.E. Cochrane vertolkte. Hij speelde ook tegenover Nastassja Kinski in Cat People en parodieerde Rolling Stoneszanger Mick Jagger in Get Crazy (1983).

### Terugkeer
In de jaren negentig overwon McDowell zijn alcoholverslaving. Hij scheidde van Mary Steenburgen en hertrouwde in 1991 met de vierentwintig jaar jongere Kelley Kuhr. In 1994 speelde hij in Star Trek: Generations  een rol die hem weer op de kaart zette en wel die van Dr. Soran, een krankzinnige geleerde die de geliefde kapitein Kirk vermoordt.  Inmiddels ouder en meer tevreden met zich zelf speelde McDowell uiteenlopende films als Tank Girl (1995) en The Player (1992) en werkte mee aan een aflevering van de animatieserie South Park.
Ook in de 21e eeuw zette hij zijn carrière voort: in The Company van Robert Altman als de directeur van het Joffrey Ballet en als een man die het recht in eigen hand neemt in I'll Sleep When I'm Dead (2003). Hij bleef actief in televisieproducties en speelde rollen in Law & Order: Criminal Intent, Heroes en Masters of Science Fiction on Sky. Als filmacteur was hij te zien in The List, Red Roses and Petrol (2008), The Book of Eli en als Satan in Suing the Devil.

## Filmografie (selectie)
- if.... (1968)
- Figures in a Landscape (1970)
- A Clockwork Orange (1971)
- Voyage of the Damned (1976)
- Time After Time (1979)
- Caligula (1979)
- The  Passage (1979)
- Cat People (1982)
- Blue Thunder (1983)
- Cross Creek (1983)
- Milk Money (1994)
- Star Trek: Generations (1994)
- Tank Girl (1995)
- Spider-Man (1996) (animatieserie)
- Superman: The Animated Series (1996-1999) (animatieserie)
- Hugo Pool (1997)
- Mr. Magoo (1997)
- Y2K (1999)
- My Life So Far (1999)
- Love Lies Bleeding (1999)
- Gangster No. 1 (2000)
- The Mentalist (2010-2013) (televisieserie)
- Just Visiting (2001)
- Dorian (2001)
- The Barber (2001)
- I Spy (2002)
- Fantasy Island (2002) (televisieserie)
- Between Strangers (2002)
- Red Roses and Petrol (2003)
- The Company (2003)
- Tempo (2003)
- I'll Sleep When I'm Dead (2003)
- Tempesta (2004)
- Bobby Jones: Stroke of Genius (2004)
- Evilenko (2004)
- Dinotopia: Quest for the Ruby Sunstone (2005)
- Mirror Wars: Reflection One (2005)
- Rag Tale (2005)
- Entourage (2005-2006) (televisieserie)
- Bye Bye Benjamin (2006)
- Cut Off (2006)
- Halloween (2007)
- Exitz (2007)
- The List (2007)
- Heroes (2007-2008) (televisieserie)
- Delgo (2008)
- Doomsday (2008)
- Halloween II (2009)
- The Book of Eli (2010)
- God of War III (videogame) (2010) (stem)
- The Artist (2011)
- Home Alone: The Holiday Heist (2012)
- Franklin & Bash (televisieserie) (2011–2014)
- Psych (2011)
- Suing the Devil (2011)
- Silent Hill: Revelation 3D (2012)
- Kung Fu Panda: Legends of Awesomeness (televisieserie) (stem) (2012)[28]
- The High Fructose Adventures of Annoying Orange (2012)
- Antiviral (2012)
- Metalocalypse (2012)
- Vamps (2012)
- CSI: Miami (televisieserie) (2010) (2012)
- Excision (2012)
- Home Alone: The Holiday Heist (2012)
- Silent Night (2012)
- The Employer (2013)
- Community (televisieserie) (2013)
- First Platoon (2013)
- Richard the Lionheart (2013)
- Metalocalypse: The Doomstar Requiem (2013)
- Sanitarium (2013)
- Some Kind of Beautiful (2014)
- Free Fall (2014)
- Mozart in the Jungle (2014)
- How to Make Love Like an Englishman (2014)
- Tbilisi, I Love You (2014)
- Kids vs Monsters (2015)
- Nick and Snip (stem) (2016)
- 31 (2016)
- Death Race 2050 (2016)
- Thelma (2024)

## Prijzen en nominaties
- 1972 - Golden Globe
  - Genomineerd: Beste acteur voor A Clockwork Orange
- 1980 - Saturn Award
  - Genomineerd: Saturn Award
- 2005 - Prijs voor Artistieke Carrière